# پیز پرونا
پیز پرونا (به لاتین: Piz Prüna) یک کوه در سوئیس است که در کانتون گراوبوندن واقع شده‌است. پیز پرونا ۳٬۱۵۳ متر بالاتر از سطح دریا واقع شده‌است.